# Aérodrome d'Inis Mór

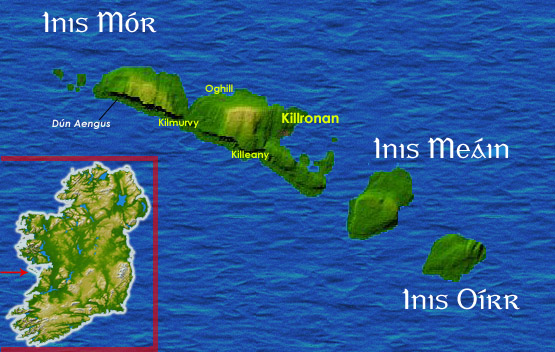
Carte des Îles Aran

L'aérodrome d'Inishmore/Inis Mór (code IATA : IOR • code OACI : EIIM) est situé à 1,9 km au sud-est de Cill Rónáin (anglais: Kilronan), une ville sur l'île d'Inis Mór (Inishmore), l'une des Îles d'Aran au large de la côte du Comté de Galway, en Irlande.

## Situation
| Connemara Cork Donégal Dublin Inis Meáin Inis Mór Inis Oírr Kerry Knock Shannon Waterford |

## Statistiques
Pour des raisons techniques, il est temporairement impossible d'afficher le graphique qui aurait dû être présenté ici.

Voir la requête brute et les sources sur Wikidata.

## Compagnies aériennes et destinations
| Compagnies        | Destinations                                        |
| ----------------- | --------------------------------------------------- |
| Aer Arann Islands | Connemara, Inis Meáin/Inishmaan, Inis Oírr/Inisheer |